# Ivorische Volleyballnationalmannschaft der Männer
Die ivorische Volleyballnationalmannschaft der Männer ist die Auswahl ivorischer Volleyballspieler, welche die Fédération Ivoirienne de Volley-Ball (FIVVB) auf internationaler Ebene, beispielsweise in Freundschaftsspielen gegen die Auswahlmannschaften anderer nationaler Verbände, aber auch bei internationalen Wettbewerben repräsentiert. 1964 trat der nationale Verband dem Weltverband Fédération Internationale de Volleyball (FIVB) bei. Im Oktober 2021 wurde die Mannschaft auf dem 17. Platz der kontinentalen Rangliste geführt.

## Internationale Wettbewerbe

### Die Elfenbeinküste bei Weltmeisterschaften
Die Mannschaft konnte sich bisher nicht für eine Weltmeisterschaft qualifizieren.

### Die Elfenbeinküste bei Olympischen Spielen
Bisher gelang es der Mannschaft nicht, sich für die olympischen Wettbewerbe zu qualifizieren.

### Die Elfenbeinküste bei Afrikameisterschaften
Die Mannschaft kann bisher fünf Teilnahmen an der Afrikameisterschaft vorweisen:
| - 1967: nicht qualifiziert - 1971: 6. Platz - 1976: 6. Platz - 1979: nicht qualifiziert - 1983: nicht qualifiziert - 1987: nicht qualifiziert - 1989: 4. Platz - 1991: 9. Platz - 1993: 9. Platz - 1995: nicht qualifiziert - 1997: nicht qualifiziert - 1999: nicht qualifiziert | - 2001: nicht qualifiziert - 2003: nicht qualifiziert - 2005: nicht qualifiziert - 2007: nicht qualifiziert - 2009: nicht qualifiziert - 2011: nicht qualifiziert - 2013: nicht qualifiziert - 2015: nicht qualifiziert - 2017: nicht qualifiziert - 2019: nicht qualifiziert - 2021: nicht qualifiziert |

### Die Elfenbeinküste bei den Afrikaspielen
Die ivorische Volleyballnationalmannschaft der Männer nahm bisher nicht an den Wettbewerben der Afrikaspiele teil.

### Die Elfenbeinküste beim World Cup
Die Elfenbeinküste kann bisher keine Teilnahme am World Cup – dem Qualifikationsturnier für die Olympischen Spiele – vorweisen.

### Die Elfenbeinküste in der Weltliga
Die Weltliga fand bisher ohne ivorische Beteiligung statt.